# Ratpenat de ventoses de Madagascar
El ratpenat de ventoses de Madagascar (Myzopoda) és una espècie de ratpenat de la família dels mizopòdids que viu a Madagascar.